# Џарир ибн Атија
Џарир ибн Атија ел Хафти Ел Тамими Ел Наџди (Jarir ibn `Atiyah al-Khatfi Al-Tamimi Al-Najdi; арапски:جرير بن عطية الخطفي التميمي النجدي) (н. е. 650 - 728) био је арапски песник и сатиричар из доба Омејадског калифата. Био је родом из племена Кулаиб, огранак клана Бану Тамим. Родио се у Ел Јамамаи, али је дуго времена провео у Дамаску на двору омејадских калифа.
О његовом животу се релативно мало зна. Био је миљеник Ал-Хаџиџа бин Јусуфа, моћног гувернера тадашњег Ирака. Стекао је репутацију захваљујући дугогодишњем сукобу и супарништву са својим колегама Фараздаком и Ахталом. У Дамаску је посетио двор калифа Абд ел Малик ибн Маврана i Ел Валида I, али га обојица нису најбоље примили. Са друге стране је уживао велику наклоност калифа Омара II, познатог по својој побожности.
Његов опус се углавном састоји од сатире и еулогије.